# Ernest Allen Emerson
Ernest Allen Emerson (Dallas, 2 de junho de 1954 – 15 de outubro de 2024) foi um informático estadunidense. Juntamente com Edmund Clarke realizou trabalho pioneiro na área de verificação de modelos.
Emerson é reconhecido junto com Edmund M. Clarke e Joseph Sifakis pela invenção e Desenvolvimento de Model Checking, técnica utilizada na verificação formal de software e hardware.  Suas contribuições para a lógica temporal e a lógica modal incluem a introdução da lógica da árvore computacional (CTL) e sua extensão CTL*, que são usadas na verificação de sistemas concorrentes. Ele também é reconhecido, juntamente com outros, por desenvolver a verificação de modelos simbólicos para lidar com a explosão combinatória que surge em muitos algoritmos de verificação de modelos.

## Carreira
No início da década de 1980, Emerson e seu orientador de doutorado, Edmund M. Clarke, desenvolveram técnicas para verificar um sistema de estados finitos em relação a uma especificação formal. Eles cunharam o termo verificação de modelo para o conceito, que foi estudado independentemente por Joseph Sifakis na Europa. Este sentido da palavra modelo corresponde ao uso da teoria dos modelos na lógica matemática: o sistema é chamado de modelo da especificação.
O trabalho de Emerson na verificação de modelos incluiu lógicas temporais antigas e influentes para descrever especificações e técnicas para reduzir a explosão do espaço de estados.

## Morte
Emerson morreu em sua casa em Austin em 15 de outubro de 2024, aos 70 anos.